# Sławomir Brodziński
Sławomir Marek Brodziński (ur. 1950 w Knurowie) – polski inżynier, urzędnik państwowy. W latach 2009–2013 szef służby cywilnej, w latach 2013–2015 podsekretarz stanu w Ministerstwie Środowiska i główny geolog kraju.

## Życiorys
Ukończył studia na Wydziale Górniczym Politechniki Śląskiej w Gliwicach. Uzyskał stopień naukowy doktora. Ukończył kilkadziesiąt kursów i szkoleń w zakresie administracji rządowej, zarządzania jakością i funduszami strukturalnymi.
W latach 1974–1983 pracował jako nauczyciel akademicki na Politechnice Śląskiej, a następnie jako adiunkt naukowo-badawczy w Centrum Mechanizacji Górnictwa KOMAG w Gliwicach.
Od 1991 był zatrudniony w Wyższym Urzędzie Górniczym w Katowicach, m.in. jako dyrektor Biura Szkolenia, Postępu Technicznego i Współpracy, dyrektor Gabinetu Prezesa, a w latach 1998–2006 jako dyrektor generalny. W okresie pracy w WUG pełnił również funkcje zastępcy redaktora naczelnego miesięcznika WUG „Bezpieczeństwo Pracy i Ochrona Środowiska Naturalnego w Górnictwie” (1992–2004) oraz sekretarza generalnego World Mining Congress (1998–2004). W latach 2006–2009 był odpowiedzialny za zarządzanie zasobami oraz reorganizację Głównego Urzędu Statystycznego.
15 kwietnia 2009 otrzymał nominację na stanowisko szefa służby cywilnej. 19 grudnia 2013 zakończył pełnienie tej funkcji, obejmując stanowiska podsekretarza stanu w Ministerstwie Środowiska i głównego geologa kraju. Z funkcji w rządzie odwołany został 19 listopada 2015.

## Odznaczenia
- Odznaka Honorowa za Zasługi dla Służby Cywilnej – 2025[2]